# Warner Bros. Discovery
Warner Bros. Discovery, Inc. (WBD) er et amerikansk multinationalt massemedie- og underholdningskonglomerat med hovedkontor i New York City. Det blev dannet ud fra WarnerMedias spin-off af AT&T og fusion med Discovery, Inc. den 8. april 2022.

## Brands
- Warner Bros. Pictures, filmstudie
- Warner Bros. Television Group, tv-produktionsstudie
- Warner Bros. Pictures Animation, animations- og tegnefilmsstudie
- Home Box Office, Inc.
  - HBO (Home Box Office)
- DC Comics

### Streaming
- Max (under HBO)
- Discovery+

### Tv-kanaler
- Boomerang, børnekanal
- Cartoon Network (CN), børnekanal
- Adult Swim, senaftens sendeflade
- Turner Classic Movies (TCM)
- TNT
- Discovery
- CNN, nyhedskanal
  - CNN en Español
- Eurosport, sportskanal
- Science Channel

Kilde: